# Yonsei University
Yonsei University (kor. 연세대학교 / 延世大學校) – chrześcijański prywatny uniwersytet badawczy, z siedzibą w Seulu. Uczelnia została założona w 1885 roku i jest jedną z najstarszych w Korei Południowej. Powszechnie jest uważana za jeden z trzech najlepszych uniwersytetów w tym kraju.